# جون نورثوك
جون نورثوك (عاش خلال الفترة ١٧٣٢_١٨١٦) هو مؤلف إنجليزي اشتهر بأنه طبغروافي لندن.

## ولادته
ولد في لندن، وهو ابن هيرمان نورثوك وهو بائع كتب كان لديه متجر الرأس سيسرون في الساحة العظيمة في كوفنت غاردن، وقد بيعت أسهمه عام ١٧٣٠.
في بداية حياته كان جون نوثوك تحت رعاية أوين رافهيد وطابع الكتب وليام ستراهان. حصل على مصدر رزق له كصانع فهرس ومصحح محتوى للصحافة.
كان لما يقرب الخمسين عامل توصيل لدي شركة صناعة الصحف وأمضى معظم حياته في لندن وسكن في منطقة هولبورن، برنارد ان عام ١٧٧٣.
في عام ١٧٧٤ أثناء اقامته في لندن، وصف جون نورثوك نفسه بأنه ماسوني حر في كتابة ماسونية نورثوك، صرح المحرر «ج.ن» في بداية المقدمة الصفحة السابعه «يرى المحرر الحالي انه يجب عليه ان يبلغ اخوانه عن التعديلات العامة التي خضع لها هذا العمل بهدف التحسين» تنتهي المقدمة بالتفاصيل. ١ مايو١٧٨٤، برنارد ان لندن.
في عام ١٨١٤ نورثوك كان يعيش في اوندل، نورثامبتونشاير، حيث مات عام ١٨١٦.

## عمله
كان عمله الرئيسي هو تاريخ لندن الجديد، يتضمن ويستمنستر وساوثوارك،(لندن ١٧٧٣) مع الالواح النحاسية. هذا الكتاب يعرض تاريخ لندن في كل الفترات واستبيان لكل المباني. نورثوك نشر أيضا القاموس التاريخي والكلاسيكي على مجلدين.(لندن ١٧٧٦)ويتألف من السير الذاتية للاشخاص من جميع الفترات والبلدان.
عرض جون راسل سميث سير ذاتية غير مطبوعة للبيع في لندن في أبريل ١٨٥٢، تم الحصول عليها من قبل جامعة بيل لاحقا. قام نورثوك بمراجعة «دساتير الاخوة القديمة للماسونيين الاحرار والمقبولين» ودساتير المحفل الكبير الأول في انجلترا الذي جمعه جيمس اندرسون لأول مرة في عام ١٧٢٣ واصدار نورثوك الذي نشره ج. روزيا ١٧٨٤.
تشير صفحة العنوان إلى ان المراجعة اعدت تحت اشراف لجنة القاعة. مقدمة هذا الكتاب تحمل توقيع «ج.ن» الذي يعلن ذلك وهو مؤرخ في فندق برنارد ان،
(١ مايو ١٧٨٤).